# Oskar Gründler

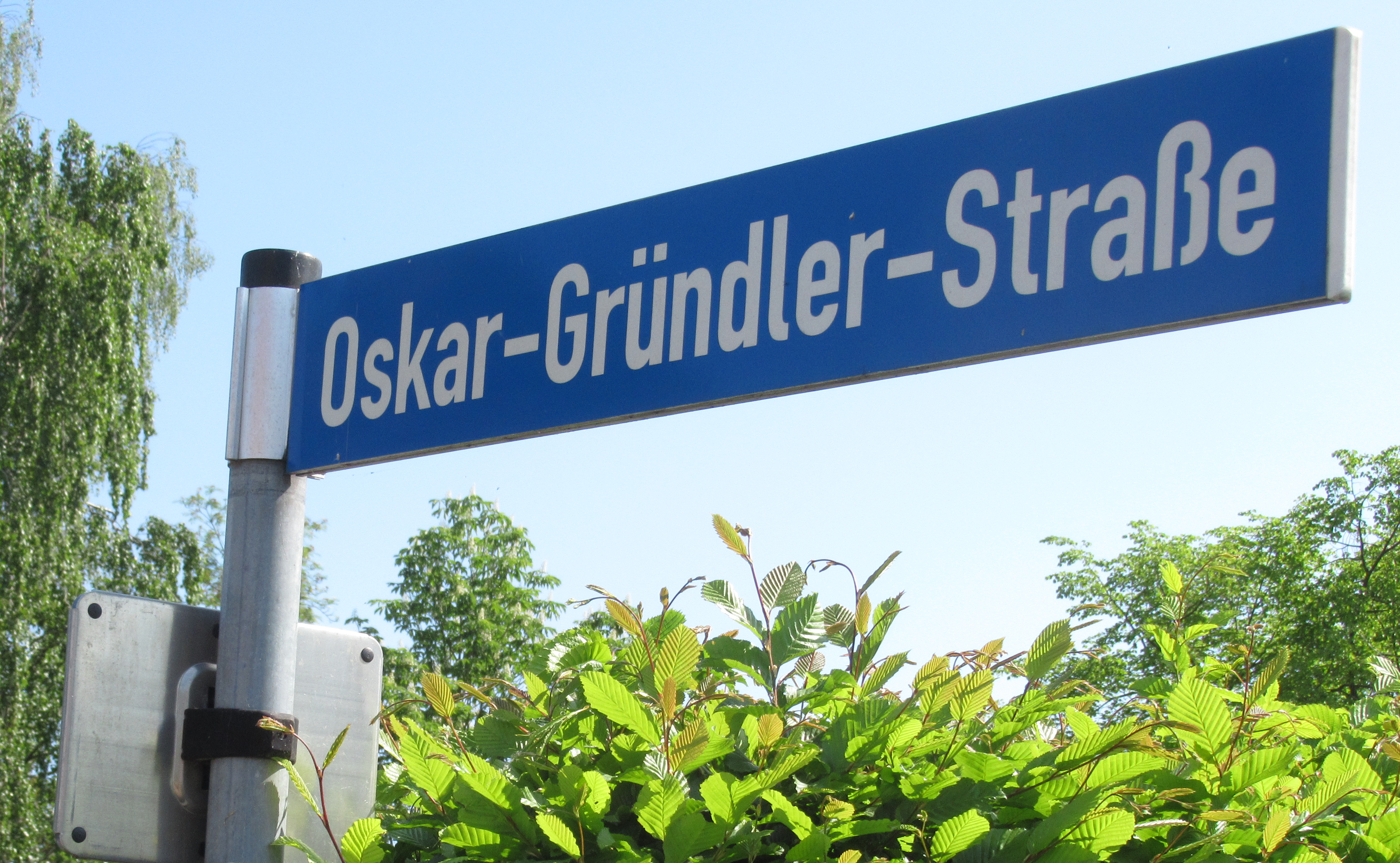
Straßenschild in Gebesee, nahe dem Oskar-Gründler-Gymnasium

Friedrich Louis Oskar Gründler (* 27. September 1876 in Gebesee; † 30. Juli 1947 in Gotha) war ein deutscher Lehrer und Politiker (DDP).

## Leben
Er wurde als Sohn eines Landwirts geboren und wuchs in Gebesee auf. Nach der Schule besuchte er ab 1890 die "Staatliche Präparandenanstalt" in Wandersleben und ab 1893 das "königlich preußische Lehrerseminar" in Erfurt ging, das er 1896 mit der 1. Lehrerprüfung abschloss. Seine erste Lehrerstelle hatte er an der Volksschule in Grüningen. Am 1. Oktober 1901 begann er als Lehrer für Deutsch und Geschichte an der Löfflerschule in Gotha zu unterrichten. Unterbrochen wurde die fast 45-jährige Lehrertätigkeit lediglich durch seinen Kriegseinsatz im Ersten Weltkrieg (1914–18). Als Mundart- und Heimatgeschichtsforscher schrieb er zahlreiche Artikel sowie pädagogische Aufsätze für die Lehrerzeitung und Gedichte. Zudem spielte er Geige und Klavier und komponierte.
Politisch engagierte er sich zunächst im national-liberalen Landesverein und ab 1918 in der Deutschen Demokratischen Partei. Von 1923 bis 1932 war er deren einziges Mitglied im Gothaer Stadtrat. Darüber schrieb er selbst: „Im Stadtrat hatte ich eine schwierige Stellung, ich war das Zünglein an der Waage, aber mein Name ist in Gotha mit Achtung genannt worden.“
In der Zeit des Nationalsozialismus leitete man 1937 ein Dienststrafverfahren gegen ihn ein, nachdem er sich öffentlich kritisch über die Winterhilfswerkssammlung, die Umbenennung der Gothaer "Gartenstraße" in „Straße der SA“, sowie die Forderung eines nachträglichen "Ariernachweises" für seine 1933 mit nur 57 Jahren verstorbene Frau geäußert hatte. 1939 heiratete er ein zweites Mal.
Nach Kriegsende war er mit Hermann Henselmann, Hugo Meister und Günther Gottschalk im Antifaschistischen Komitee, das sich am 3. Mai 1945 in Gotha gebildet hatte. Seine Hauptverdienste lagen im Wiederaufbau der Liberaldemokratischen Partei und des Gothaer Schulsystems, für das er sich sofort persönlich bei den Amerikanern und dann bei den Russen einsetzte. Zum 1. Oktober 1945 wurde er vom Präsidenten des Landes Thüringen, Dr. Rudolf Paul, zum kommissarischen Schulrat ernannt. 1947 erlitt er auf einer Dienstfahrt mit dem Fahrrad einen Schlaganfall und starb er an dessen Folgen im Gothaer Krankenhaus.

## Werke
- Der Thüringer Waidbau und sein endgültiges Ende, Thüringer Monatsblätter, Weimar 1907
- Gebesee – Aus der Vergangenheit der Stadt, Gotha 1930

## Ehrungen
Die Oskar-Gründler-Straße in Gotha sowie die Oskar-Gründler-Straße in Gebesee und das Oskar-Gründler-Gymnasium in Gebesee wurden nach ihm benannt.